# Мегурянка
Мегурянка (рум. Măgureanca) — село у Фалештському районі Молдови. Входить до складу комуни, адміністративним центром якої є село Скумпія.

## Населення
За даними перепису населення 2004 року у селі проживали 292 особи.
Національний склад населення села:
| Національність   | Кількість осіб | Відсоток   |
| ---------------- | -------------- | ---------- |
| молдавани румуни | 289 1          | 99,0% 0,3% |
| українці         | 2              | 0,7%       |
| Всього           | 292            | 100%       |